# West Longview
West Longview az Amerikai Egyesült Államok északnyugati részén, Washington állam Cowlitz megyéjében elhelyezkedő önkormányzat nélküli és egykori statisztikai település. A 2000. évi népszámláláskor 2882 lakosa volt.